# Forcipomyia freyi
Forcipomyia freyi är en tvåvingeart som beskrevs av Stora 1936. Forcipomyia freyi ingår i släktet Forcipomyia och familjen svidknott.
Artens utbredningsområde är Kanarieöarna. Inga underarter finns listade i Catalogue of Life.